# Télé Inter-Rives
Télé Inter-Rives Ltée. est une société canadienne qui opère trois stations de télévision régionales dans l'Est-du-Québec et dans le nord du Nouveau-Brunswick. 
Elle possède des licences de diffusion des diffuseurs TVA et Noovo.
Télé Inter-Rives détient les stations CIMT-DT et CHAU-DT affiliées au réseau TVA ainsi que CFTF-DT, affiliée au réseau Noovo, qui diffusent dans les régions du Bas-Saint-Laurent, de la Gaspésie, dans Charlevoix, une partie de Chaudière-Appalaches, une partie de la Côte-Nord ainsi que dans le nord du Nouveau-Brunswick.
L'entreprise est administrée par Marc Simard et ses enfants Steven, Catherine, Cindy et Mélanie.